# Canalou, Missouri
Canalou, Missouri (енгл. Canalou) град је у америчкој савезној држави Мисури.

## Демографија
По попису из 2010. године број становника је 338, што је 10 (-2,9%) становника мање него 2000. године.
| Група             | 2000.       | 2010.       |
| Белци             | 331 (95,1%) | 324 (95,9%) |
| Афроамериканци    | 13 (3,7%)   | 4 (1,2%)    |
| Азијати           | 1 (0,3%)    | 0 (0,0%)    |
| Хиспаноамериканци | 0 (0,0%)    | 2 (0,6%)    |
| Укупно            | 348         | 338         |